# Concerto in Re per diversi strumenti

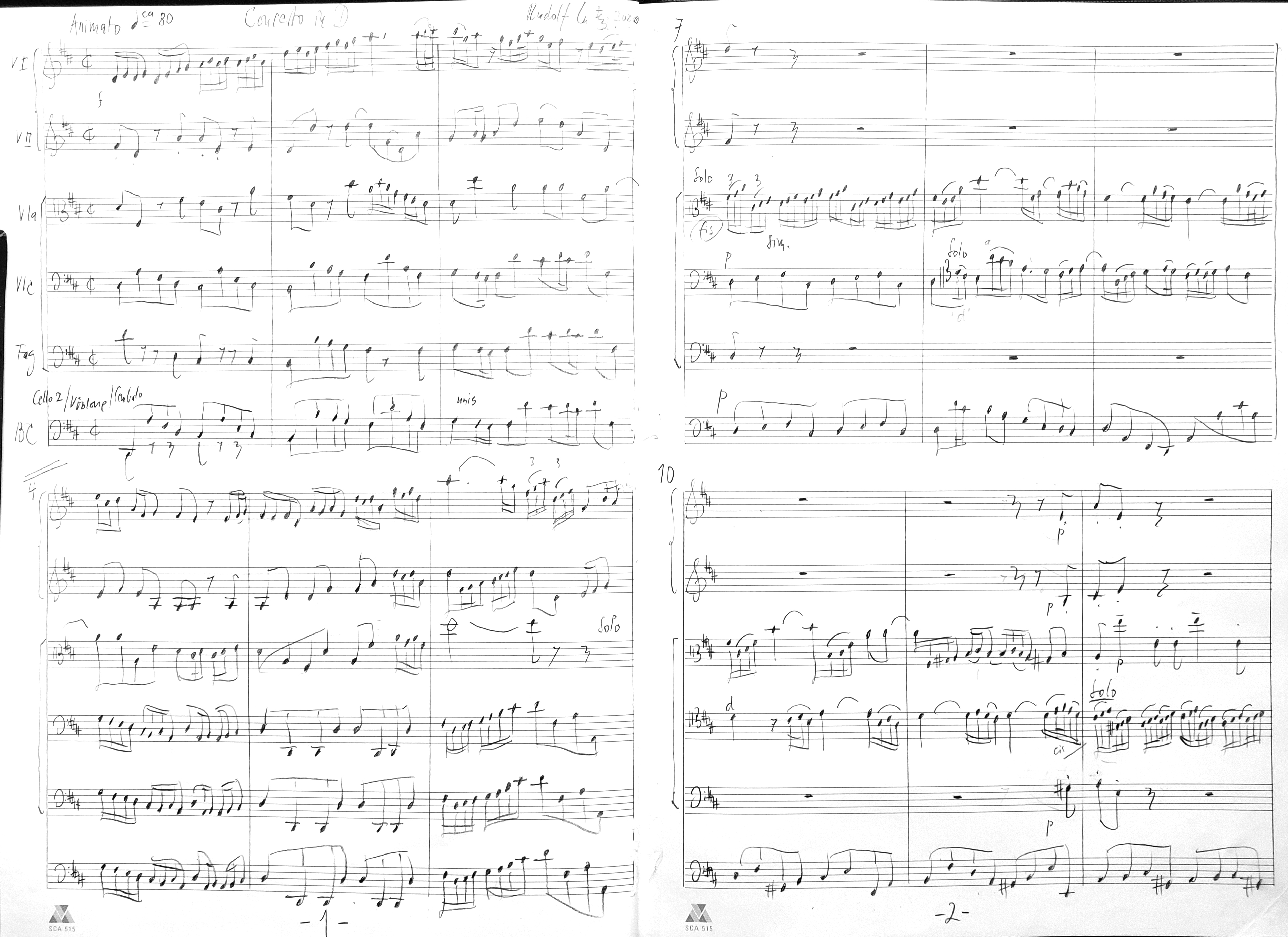
Concerto in Re, die ersten Seiten des Autographs

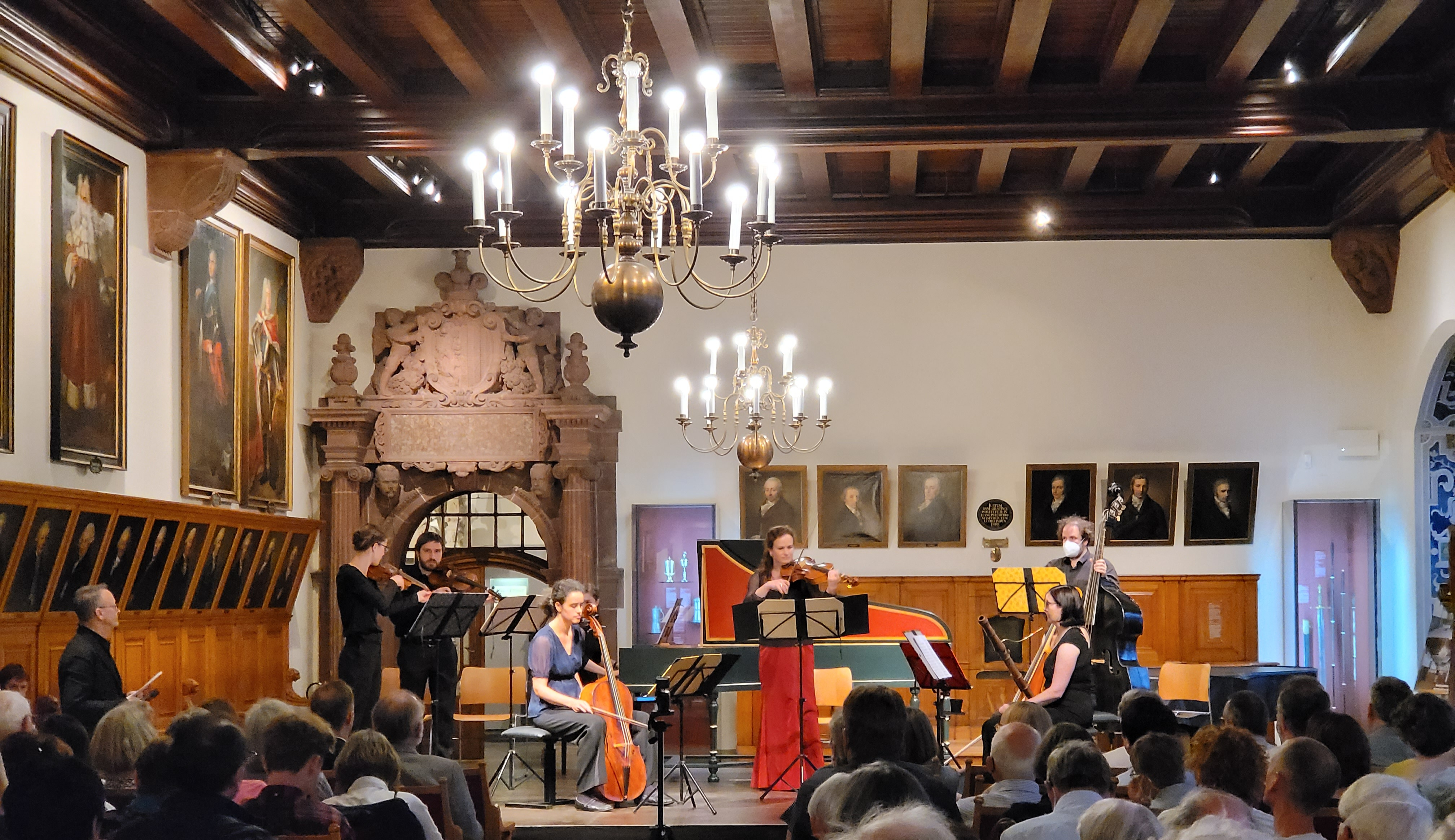
Uraufführung am 16. Juni 2022 im Festsaal des Alten Rathauses zu Leipzig, links stehend: Rudolf Lutz

Das Concerto in Re per diversi strumenti (italienisch für „Konzert in D-Dur für verschiedene Instrumente“) ist ein Werk des Schweizer Komponisten Rudolf Lutz, das im Jahr 2020 als Auftragskomposition entstand. Das Konzert ahmt den Stil der Brandenburgischen Konzerte von Johann Sebastian Bach nach, laut Lutz ist es „eine Hommage an Johann Sebastian Bach“.
Das Konzert hat drei Sätze (Animato, Lento grave con moto, Allegro vivace). Als Besetzung sind vorgesehen: zwei Violinstimmen, Viola, Violoncello, Fagott und Generalbass (bestehend aus Violoncello II, Violone und Cembalo).
Die Uraufführung fand mittags am 16. Juni 2022 als „Workshop-Konzert“ beim Bachfest Leipzig statt. Das Ensemble Camerata Bachiensis spielte im Festsaal des Alten Rathauses in Leipzig, der Komponist erläuterte sein Werk.
Die Komposition ist gemäß dem Wunsch des Auftraggebers gemeinfrei, sie kann von jedermann ohne Genehmigung oder Gebühren verwendet werden.

## Hintergrund
Der Auftraggeber war laut dem Bach Magazin ein anonymer „Bach-Enthusiast“. Er wünschte sich von Lutz ein „siebtes Brandenburgisches Konzert“. Seine Vorgaben waren: Das Konzert solle dem Charakter der Brandenburgischen Konzerte folgen, es solle „Ohrwurm-Qualität“ haben mit Themen, die „schön durch die Stimmen rauschen“; Dauer knapp 20 Minuten, Uraufführung beim Bachfest Leipzig.
Zu seiner Auseinandersetzung mit diesem Kompositionsauftrag gab Rudolf Lutz dem Bachfest-Intendanten Michael Maul ein ausführliches Interview, das 2021 im Bach Magazin erschien. Lutz erklärte, es sei „eine wunderbare und zugleich beängstigende Herausforderung“, sich mit dem „Weltmeister“ Bach zu messen. Seine Komposition sei kein siebtes Brandenburgisches Konzert, „denn niemand ist wie Bach“.
Lutz berichtete, die Forderung nach Ohrwurm-Qualität sei besonders herausfordernd gewesen. Die Vielfalt der Instrumentierungen in den Brandenburgischen Konzerten habe ihn inspiriert, ebenfalls eine ungewöhnliche Besetzung zu wählen. Dass dabei die tiefen Stimmen nicht nur im Generalbass vertreten sind, sondern mit Cello und Fagott zusätzlich als zwei eigenständige Stimmen, liege daran, dass er diese Instrumente besonders möge. Zum Ausgleich müsse die Bratsche auch in den höheren Lagen spielen. Es sei ihm gelungen, wie bei Bach das Hauptthema als Keimzelle für weitere Motive zu verarbeiten, Bezüge der Themen auch zwischen den Sätzen herzustellen und einige „magische Momente“ einzubauen. Im Vergleich zum „Bach-Himalaya“ seien es aber nur „Lutz’sche Rocky Mountains“ geworden.